# Victoria Libertas Pesaro 2003-2004
Questa voce raccoglie le informazioni riguardanti la Victoria Libertas Pesaro nelle competizioni ufficiali della stagione 2003-2004.

## Stagione
La stagione 2003-2004 della Victoria Libertas Pallacanestro, sponsorizzata Scavolini, è la 47ª nel massimo campionato italiano di pallacanestro, la Serie A.
Anche per questa stagione la Lega Basket conferma la regola riguardo al numero di giocatori extracomunitari consentiti per ogni squadra, cioè quattro.

## Roster
Aggiornato al 14 aprile 2022.
| Scavolini Pesaro 2003-04 | Scavolini Pesaro 2003-04 |
| Giocatori                | Staff tecnico            |
| ------------------------ | ------------------------ |

| N. | Naz.                                               | Ruolo | Nome                | Anno | Alt.   | Peso   |  |
| -- | -------------------------------------------------- | ----- | ------------------- | ---- | ------ | ------ |  |
| 4  | Argentina (bandiera) · Italia (bandiera)           | P     | Germán Scarone      | 1975 | 190 cm | 86 kg  |  |
| 5  | Stati Uniti (bandiera)                             | AG    | Rodney Elliott      | 1976 | 203 cm | 100 kg |  |
| 7  | Stati Uniti (bandiera)                             | C     | Bud Eley            | 1975 | 209 cm | 112 kg |  |
| 8  | Argentina (bandiera) · Italia (bandiera)           | A     | Silvio Gigena (C)   | 1975 | 200 cm | 98 kg  |  |
| 9  | Finlandia (bandiera)                               | P     | Teemu Rannikko      | 1980 | 189 cm | 82 kg  |  |
| 10 | Stati Uniti (bandiera)                             | G     | Alphonso Ford       | 1971 | 191 cm | 98 kg  |  |
| 11 | Italia (bandiera)                                  | G     | Jacopo Valentini    | 1986 | 193 cm | 82 kg  |  |
| 12 | Slovenia (bandiera)                                | A     | Marko Milič         | 1977 | 199 cm | 108 kg |  |
| 13 | Italia (bandiera)                                  | C     | Alessandro Frosini  | 1972 | 209 cm | 110 kg |  |
| 14 | Italia (bandiera)                                  | AC    | Tomas Ress          | 1980 | 211 cm | 102 kg |  |
| 16 | Italia (bandiera)                                  | AP    | Matteo Malaventura  | 1978 | 198 cm | 93 kg  |  |
| 17 | Italia (bandiera)                                  | PG    | Andrea Cinciarini   | 1986 | 192 cm | 80 kg  |  |
| 20 | Serbia e Montenegro (bandiera) · Spagna (bandiera) | P     | Aleksandar Đorđević | 1967 | 188 cm | 90 kg  |  |
| -  | Italia (bandiera)                                  | G     | Andrea Lagioia      | 1986 | 193 cm |        |  |
| -  | Italia (bandiera)                                  | P     | Eugenio Rivali      | 1986 | 176 cm |        |  |

| Allenatore                                                            |
| - / Phil Melillo                                                      |
| Assistente/i                                                          |
| - Nessuno Legenda - (C) Capitano - (IN) Inattivo - Infortunato Roster |

## Mercato

### Sessione estiva
| Acquisti | Acquisti            | Acquisti         | Acquisti   | Acquisti |
| R.       | Nome                | da               | Modalità   |          |
| -------- | ------------------- | ---------------- | ---------- | -------- |
| G        | Alphonso Ford       | Mens Sana Siena  | definitivo |          |
| C        | Bud Eley            | Gran Canaria     | definitivo |          |
| P        | Aleksandar Đorđević | Free agent       | definitivo |          |
| AG       | Marko Milič         | Pall. Roseto     | definitivo |          |
| AC       | Tomas Ress          | Texas A&M Aggies | definitivo |          |
| C        | Alessandro Frosini  | Virtus Bologna   | definitivo |          |
| P        | Teemu Rannikko      | Pall. Roseto     | definitivo |          |
| AG       | Rodney Elliott      | Basket Livorno   | definitivo |          |
| P        | Germán Scarone      | Virtus Bologna   | definitivo |          |

| Cessioni | Cessioni             | Cessioni        | Cessioni       | Cessioni |
| R.       | Nome                 | a               | Modalità       |          |
| -------- | -------------------- | --------------- | -------------- | -------- |
| C        | Ken Lacey            | Olimpia Milano  | fine contratto |          |
| AG       | Corey Albano         | Basket Napoli   | fine contratto |          |
| P        | Andrea Pecile        | Granada         | fine contratto |          |
| G        | Miroslav Berić       | Žalgiris Kaunas | fine contratto |          |
| AC       | Chris Gatling        |                 | ritirato       |          |
| G        | Jason Smith          | Sydney Kings    | fine contratto |          |
| PG       | Clarence Gilbert     | Krka Novo mesto | fine contratto |          |
| C        | Chris Christoffersen | Roanoke Dazzle  | fine contratto |          |